# En värld full av strider (Eatneme gusnie jeenh dåaroeh)
En värld full av strider (Eatneme gusnie jeenh dåaroeh) är en låt av den svensk-samiske sångaren Jon Henrik Fjällgren med den svenska sångerskan Aninia. Låten skrevs av Fjällgren själv tillsammans med Sara Biglert, Christian Schneider, och Andreas Hedlund. Den deltog i Melodifestivalen 2017 och kvalificerade sig till finalen från den fjärde semifinalen den 25 februari 2017. Låten placerade sig på tredje plats i finalen.
Låten sjungs på svenska och sydsamiska. 

## Låtlista
| 1. | En värld full av strider (Eatneme gusnie jeenh dåaroeh) | 3:07 |